# Teinobasis nigrolutea
Teinobasis nigrolutea là một loài chuồn chuồn kim trong họ Coenagrionidae.
Teinobasis nigrolutea được Lieftinck miêu tả khoa học năm 1962.